# Hàfsida
La dinastia hàfsida fou una dinastia d'emirs que va governar a Ifríqiya (Tunísia) del 1228 al 1574 (abans ja havien estat governadors del 1207 al 1221 i del 1226 al 1228). Els hàfsides van patir dominacions estrangeres, entre aquestes l'espanyola, i divisions dinàstiques, i finalment, després de la retirada espanyola (Joan d'Àustria), els otomans van dominar el país el 1574.

## Llista d'emirs

### Governadors almohades
- Abu-Muhàmmad Abd-al-Wàhid ibn Abi-Hafs, 1207-1221.
- Abd-ar-Rahman ibn Abd-al-Wàhid, 1221-1222.
- Idrís ibn Yússuf, 1222-1223 (no membre de la dinastia).
- Abd-ar-Rahman ibn Idrís, 1223-1226 (no membre de la dinastia).
- Abu-Muhàmmad Abd-Al·lah ibn Abd-al-Wàhid, 1226-1228.

### Emirs independents
- Abu-Zakariyyà Yahya (I), 1228-1249 (trenca amb els almohades mumínides el novembre o desembre de 1229, independent definitivament el 1236 o 1237).
- Abu-Abd-Al·lah Muhàmmad (I) al-Mústansir, 1249-1276.
- Yahya (II) al-Wàthiq, 1276-1279.
- Abu-Ishaq Ibrahim, 1279-1283 (protectorat català, abans emir a Bugia, 1253-1279).
- Abu-Faris ibn Ibrahim, 1282-1283 (1279 governador de Bugia, 1282-1283 domina també Constantina; 1283 emir amb seu a Bugia; mai no va governar a Tunis).
- Ibn Abi-Umara (califa, usurpador), 1283-1284.
- Abu-Hafs Úmar (I), 1284-1294.
- Abu-Zakariyyà Yahya (III), 1294-1301.
- Abu-l-Baqà Khàlid (I), 1301-1311.
- Abu-Assida Muhàmmad (II), 1294-1309.
- Abu-Yahya Abu-Bakr (I) aix-Xahid (cosí d'Abu-Assida), 17 dies el 1309.
- Ibn al-Lihyaní (almohade), 1311-1317.
- Abu-Darba Muhàmmad (III), 1317-1318.
- Abu-Yahya Abu-Bakr (II), 1318-1346 (a Constantina vers 1309-1313, i també a Bugia el 1312-1318).
- Abu-l-Abbàs Àhmad (I), 1346-1347.
- Abu-Hafs ibn Abi-Bakr (II), 1347.
- Abu-l-Hàssan, marínida de Marroc, 1347-1349.
- Al-Fadl Àhmad (II), 1349-1350.
- Abu-Ishaq Ibrahim (II), 1350-1369.
  - Ocupació temporal d'Abu-Inan, marínida del Marroc, 1356-1357.
  - Branques hàfsides a Constantina (Abu-l-Abbàs Àhmad (III)) i Bugia (Abu-Abd-Al·lah) (1357-1366); Constantina ocupa Bugia el 1366 i Tunis el 1370.
- Abu-l-Baqà Khàlid (II), 1369-1370.
- Abu-l-Abbàs Àhmad (III), 1370-1394 (abans de Constantina i de Constantina-Bugia).
- Abu-Faris Abd-al-Aziz, 1393-1434.
- Muhàmmad (IV) al-Múntasir (net d'Abu-Faris), 1434-1435.
- Abu-Úmar Uthman (germà), 1435-1488.
- Abu-Zakariyyà Yahya (IV) (net d'Uthman), 1488-1489.
- Abd-al-Mumin ibn Ibrahim (cosí germà), 1489-1490.
- Abu-Yahya Zakariyyà ibn Yahya, 1490-1494.
- Abu-Abd-Al·lah Muhàmmad (V) (cosí germà), 1494-1526.
- Al-Hàssan ibn Muhàmmad, 1526-1534.
- Khayr-ad-Din Barba-rossa, paixà otomà d'Alger, 1534-1535.
- Al-Hàssan ibn Muhàmmad (segona vegada), 1539-1543 (restablert per Espanya).
- Àhmad IV, 1543-1570.
- Al paixà d'Alger, 1569-1573, Àhmad (IV), resta a La Goulette junt amb son germà Muhàmmad.
- Muhàmmad VI ibn al-Hàssan, 1573-1574 (protectorat espanyol).
- Conquesta otomana, 1574.